# Deon Hemmings
Deon Marie Hemmings (Saint Ann, 9 ottobre 1968) è un'ex ostacolista e velocista giamaicana, specializzata nei 400 metri ostacoli e nei 400 metri piani.
In carriera si è laureata campionessa olimpica dei 400 metri ostacoli ai Giochi di Atlanta 1996, vittoria con la quale divenne la prima donna giamaicana a conquistare un oro olimpico.

## Biografia
In carriera ha conquistato, oltre al titolo olimpico nel 1996, la medaglia d'argento ai Giochi olimpici di Sydney 2000 nei 400 metri ostacoli e nella staffetta 4×400 metri con le compagne Sandie Richards, Catherine Scott-Pomales e Lorraine Graham.
Altri risultati importanti della Hemmings sono stati un argento e tre bronzi ai Campionati mondiali e due medaglie d'argento ai Giochi del Commonwealth del 1994.
Nel 1996 e nel 2000 è stata eletta sportiva giamaicana dell'anno. Sempre nel 1996, in occasione della finale olimpica, ha stabilito il record olimpico e la miglior prestazione mondiale stagionale. Si è ritirata dall'attività agonistica nel 2003.

## Palmarès
| Anno | Manifestazione          | Sede       | Evento      | Risultato | Prestazione | Note                                     |
| ---- | ----------------------- | ---------- | ----------- | --------- | ----------- | ---------------------------------------- |
| 1991 | Giochi panamericani     | L'Avana    | 400 m hs    | Argento   | 57"54       |                                          |
| 1991 | Mondiali                | Tokyo      | 400 m hs    | Batteria  | 57"13       |                                          |
| 1992 | Giochi olimpici         | Barcellona | 400 m hs    | 7ª        | 55"58       |                                          |
| 1993 | Mondiali indoor         | Toronto    | 400 m piani | Batteria  | 53"59       |                                          |
| 1993 | Mondiali indoor         | Toronto    | 4×400 m     | Oro       | 3'32"32     |                                          |
| 1993 | Mondiali                | Stoccarda  | 400 m hs    | 6ª        | 54"99       |                                          |
| 1994 | Giochi del Commonwealth | Victoria   | 400 m hs    | Argento   | 55"11       |                                          |
| 1994 | Giochi del Commonwealth | Victoria   | 4×400 m     | Argento   | 3'27"63     |                                          |
| 1995 | Mondiali indoor         | Barcellona | 400 m piani | 4ª        | 52"01       | Miglior prestazione personale            |
| 1995 | Mondiali                | Göteborg   | 400 m hs    | Bronzo    | 53"48       | Miglior prestazione personale            |
| 1996 | Giochi olimpici         | Atlanta    | 400 m hs    | Oro       | 52"82       | Record olimpico                          |
| 1996 | Giochi olimpici         | Atlanta    | 4×400 m     | 4ª        | 3'21"69     |                                          |
| 1997 | Mondiali indoor         | Parigi     | 400 m piani | Batteria  | 53"22       |                                          |
| 1997 | Mondiali                | Atene      | 400 m hs    | Argento   | 53"09       |                                          |
| 1997 | Mondiali                | Atene      | 4×400 m     | Bronzo    | 3'21"30     |                                          |
| 1999 | Mondiali indoor         | Maebashi   | 400 m piani | 6ª        | 52"04       |                                          |
| 1999 | Mondiali                | Siviglia   | 400 m hs    | Bronzo    | 53"16       | Miglior prestazione personale stagionale |
| 2000 | Giochi olimpici         | Sydney     | 400 m hs    | Argento   | 53"45       | Miglior prestazione personale stagionale |
| 2000 | Giochi olimpici         | Sydney     | 4×400 m     | Argento   | 3'23"25     |                                          |
| 2001 | Mondiali                | Edmonton   | 400 m hs    | 7ª        | 55"83       |                                          |
| 2001 | Mondiali                | Edmonton   | 4×400 m     | Oro       | 3'20"65     | [ 3 ]                                    |

## Altre competizioni internazionali
1993
- 6ª alla Grand Prix Final ( Londra), 400 m hs - 55"63

1994
- 8ª alla Grand Prix Final ( Parigi), 400 m piani - 52"45

1995
- Bronzo alla Grand Prix Final ( Monaco), 400 m hs - 54"20

1997
- Argento alla Grand Prix Final ( Fukuoka), 400 m hs - 53"98

1998
- Argento in Coppa del mondo ( Johannesburg), 400 m hs - 53"03

1999
- Oro alla Grand Prix Final ( Monaco di Baviera), 400 m hs - 53"41